# Silke Gajek

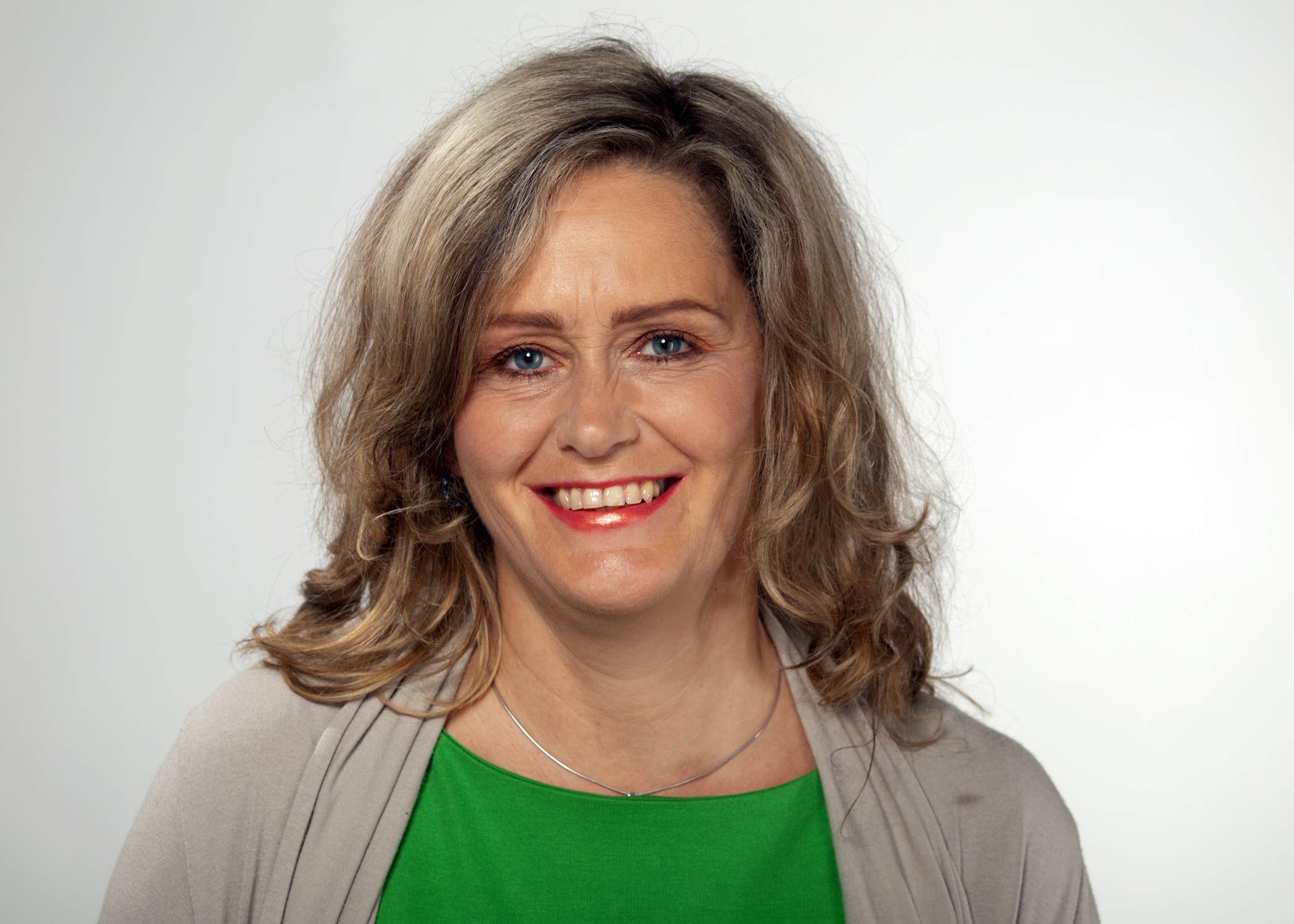
Silke Gajek, 2013

Silke Gajek (* 7. März 1962 in Schwerin als Silke Jacobsen) ist eine deutsche Politikerin der Grünen. Sie war Vorsitzende des Landesverbands Mecklenburg-Vorpommern, Spitzenkandidatin für die Landtagswahl 2011 und von 2011 bis 2016 Abgeordnete im Landtag Mecklenburg-Vorpommern und dessen Dritte Vizepräsidentin. 

## Ausbildung und Beruf
Gajek besuchte die POS „Friedensschule“ in Schwerin und absolvierte eine Ausbildung als Facharbeiterin für Schreibtechnik und später zur staatlich geprüften Sekretärin. Bis Anfang 1990 arbeitete sie in verschiedenen Schweriner Betrieben (Klement-Gottwald-Werk, Keramik Schwerin, UNITAS). Nach der politischen Wende war sie von Oktober 1990 bis 1992 über eine ABM-Stelle im Autonomen Frauenhaus Schwerin tätig. Von 1993 bis 2000 studierte Gajek als Stipendiatin der Hans-Böckler-Stiftung auf dem Zweiten Bildungsweg in Hamburg, an der Hochschule für Wirtschaft und Politik, Volkswirtschaftslehre, Betriebswirtschaft, Recht und Soziologie und schloss das Studium als Diplom-Sozialökonomin ab. Von 2000 bis Ende 2011 war sie Geschäftsführerin der Schweriner Selbsthilfekontaktstelle und übernahm von 2007 bis Mitte 2012 die Geschäftsführung der Landesarbeitsgemeinschaft „Selbsthilfekontaktstellen MV“.

## Politik
Silke Gajek begann ihr politisches Engagement zur Wendezeit beim Neuen Forum. Sie trat 1996 bei Bündnis 90/Die Grünen ein und war Sprecherin des Kreisverbands Schwerin. 2001 trat sie wegen der Afghanistanpolitik der Bundespartei zunächst wieder aus, blieb aber kommunalpolitisch aktiv. Von 2004 bis Oktober 2011 war sie Mitglied der Stadtvertretung von Schwerin und dort von 2004 bis 2009 Vorsitzende des Jugendhilfeausschusses.
Nach dem Wiedereintritt in die Partei 2008 kandidierte Silke Gajek erfolgreich für das Amt der Landesvorstandssprecherin und stand von 2008 bis 2011 als Nachfolgerin von Ulrike Berger gleichberechtigt mit Jürgen Suhr an der Spitze des Grünen-Landesverbands Mecklenburg-Vorpommern. Zur Landtagswahl am 4. September 2011 wurde sie von der Landesdelegiertenkonferenz der Grünen mit 81 % der Stimmen als Spitzenkandidatin gewählt. Nach ihrer Wahl in den Landtag schied sie aus dem Landesvorstand aus, ihre Nachfolgerin als Landesvorsitzende ist Kerstin Felgner. In der konstituierenden Sitzung des 6. Landtages wurde sie zur 3. Vizepräsidentin gewählt.